# اولوف ملبری
اریک اولوف ملبَری (سوئدی: Erik Olof Mellberg؛ زادهٔ ۱۷ ژوئیهٔ ۱۹۷۷) بازیکن فوتبال پیشین و سرمربی فوتبال اهل سوئد است.
وی برای تیم ملی فوتبال سوئد ۱۱۷ بازی انجام داده و ۸ گل به ثمر رسانده‌است. پست تخصصی او نیز دفاع است.

## افتخارات

### باشگاهی
ای‌آی‌کی
- لیگ برتر فوتبال سوئد: ۱۹۹۸

استون ویلا
- جام اینترتوتو: ۲۰۰۱

یوونتوس
- سری آ نایب قهرمان: ۰۹–۲۰۰۸

المپیاکوس
- سوپر لیگ فوتبال یونان: ۱۱–۲۰۱۰، ۱۲–۲۰۱۱
- جام حذفی فوتبال یونان: ۱۲–۲۰۱۱

کپنهاگن
- سوپر لیگ فوتبال دانمارک نایب قهرمان: ۱۴–۲۰۱۳
- جام حذفی فوتبال دانمارک نایب قهرمان: ۱۴–۲۰۱۳

### فردی
- بازیکن سال فوتبال سوئد: ۲۰۰۳[۱]
- تیم منتخب جام ملت‌های اروپا: ۲۰۰۴[۲]